# Sola (canción de Danna Paola)
«Sola» es una canción interpretada por la cantante mexicana Danna Paola. Fue lanzada el 28 de mayo de 2020 a través de la discográfica Universal Music México como el segundo sencillo oficial de su sexto álbum de estudio K.O.

## Video musical
El video musical de la canción se publicó en YouTube el mismo día de su lanzamiento. Obtuvo alrededor de 23 millones de vistas en sus primeros días. Actualmente el video ya cuenta con un poco más de 25 millones.
Video lírico
Un video lírico de la canción también fue lanzado el mismo día que la canción en YouTube. El video logró obtener más de 4 millones de reproducciones en su primer día de lanzamiento. Actualmente cuenta con más de 10 millones de reproducciones en la plataforma.

## Historial de lanzamiento
| Región | Fecha              | Formato                     | Discográfica                            | Ref.  |
| ------ | ------------------ | --------------------------- | --------------------------------------- | ----- |
| Varios | 28 de mayo de 2020 | Descarga digital, Streaming | Universal Music, Universal Music México | [ 5 ] |